# Friidrott vid olympiska sommarspelen 2000
Friidrott vid olympiska sommarspelen 2000
I november 2007 beslutade IAAF att stryka Marion Jones resultat från och med den 1 september 2000 då hon erkänt dopning. Man rekommenderade också IOK att frånta henne de fem medaljer hon vunnit vid de olympiska sommarspelen i Sydney 2000. Den 10 december 2007 beslutade IOK att vänta med detta tills Balcoskandalen utretts färdigt.. Två dagar senare beslutade dock IOK att medaljerna skulle fråntas henne .
I april 2008 meddelades att USA mister sitt guld på 4x400 m för att Marion Jones var med i stafettlaget. Jamaica tilldelades guldet .

## Medaljfördelning
| Medaljfördelning |                     |      |        |       |        |
| Placering        | Nation              | Guld | Silver | Brons | Totalt |
| 1                | USA                 | 7    | 4      | 5     | 16     |
| 2                | Etiopien            | 4    | 1      | 3     | 8      |
| 3                | Polen               | 4    | 0      | 0     | 4      |
| 4                | Ryssland            | 3    | 4      | 6     | 13     |
| 5                | Kenya               | 2    | 3      | 2     | 7      |
| 6                | Kuba                | 2    | 2      | 2     | 6      |
| 6                | Storbritannien      | 2    | 2      | 2     | 6      |
| 8                | Tyskland            | 2    | 1      | 2     | 5      |
| 9                | Vitryssland         | 2    | 0      | 3     | 5      |
| 10               | Bahamas             | 2    | 0      | 0     | 2      |
| 11               | Grekland            | 1    | 3      | 0     | 4      |
| 12               | Rumänien            | 1    | 2      | 2     | 5      |
| 13               | Australien          | 1    | 2      | 0     | 3      |
| 14               | Algeriet            | 1    | 1      | 2     | 4      |
| 15               | Norge               | 1    | 1      | 0     | 2      |
| 15               | Tjeckien            | 1    | 1      | 0     | 2      |
| 17               | Bulgarien           | 1    | 0      | 0     | 1      |
| 17               | Estland             | 1    | 0      | 0     | 1      |
| 17               | Finland             | 1    | 0      | 0     | 1      |
| 17               | Japan               | 1    | 0      | 0     | 1      |
| 17               | Kazakstan           | 1    | 0      | 0     | 1      |
| 17               | Kina                | 1    | 0      | 0     | 1      |
| 17               | Litauen             | 1    | 0      | 0     | 1      |
| 17               | Moçambique          | 1    | 0      | 0     | 1      |
| 25               | Jamaica             | 0    | 5      | 4     | 9      |
| 26               | Italien             | 0    | 2      | 0     | 2      |
| 26               | Nigeria             | 0    | 2      | 0     | 2      |
| 28               | Marocko             | 0    | 1      | 3     | 4      |
| 29               | Sydafrika           | 0    | 1      | 2     | 3      |
| 30               | Mexiko              | 0    | 1      | 1     | 2      |
| 30               | Trinidad och Tobago | 0    | 1      | 1     | 2      |
| 32               | Brasilien           | 0    | 1      | 0     | 1      |
| 32               | Danmark             | 0    | 1      | 0     | 1      |
| 32               | Irland              | 0    | 1      | 0     | 1      |
| 32               | Lettland            | 0    | 1      | 0     | 1      |
| 32               | Saudiarabien        | 0    | 1      | 0     | 1      |
| 32               | Sri Lanka           | 0    | 1      | 0     | 1      |
| 32               | Österrike           | 0    | 1      | 0     | 1      |
| 39               | Ukraina             | 0    | 0      | 2     | 2      |
| 40               | Barbados            | 0    | 0      | 1     | 1      |
| 40               | Island              | 0    | 0      | 1     | 1      |
| 40               | Portugal            | 0    | 0      | 1     | 1      |
| 40               | Spanien             | 0    | 0      | 1     | 1      |
| 40               | Sverige             | 0    | 0      | 1     | 1      |
| Totalt           | Totalt              | 44   | 47     | 47    | 138    |

## Medaljörer, resultat

### Herrar
| Gren                            | Guld                                                                                           | Guld         | Silver | Silver   | Brons                                                                        | Brons    |
| 100 meter Detaljer…             | Maurice Greene USA                                                                             | 9.87         | Ato Boldon Trinidad och Tobago                                                                              | 9.99     | Obadele Thompson Barbados                                                    | 10.04    |
| 200 meter Detaljer…             | Konstantinos Kenteris Grekland                                                                 | 20.09        | Darren Campbell Storbritannien                                                                              | 20.14    | Ato Boldon Trinidad och Tobago                                               | 20.20    |
| 400 meter Detaljer…             | Michael Johnson USA                                                                            | 43.84        | Alvin Harrison USA                                                                                          | 44.40    | Greg Haughton Jamaica                                                        | 44.70    |
| 800 meter Detaljer…             | Nils Schumann Tyskland                                                                         | 1:45.08      | Wilson Kipketer Danmark                                                                                     | 1:45.14  | Djabir Saïd-Guerni Algeriet                                                  | 1:45.16  |
| 1 500 meter Detaljer…           | Noah Ngeny Kenya                                                                               | 3:32.07 (OR) | Hicham El Guerrouj Marocko                                                                                  | 3:32:32  | Bernard Lagat Kenya                                                          | 3:32.44  |
| 5 000 meter Detaljer…           | Million Wolde Etiopien                                                                         | 13:35.49     | Ali Saïdi-Sief Algeriet                                                                                     | 13:36.20 | Brahim Lahlafi Marocko                                                       | 13:36.47 |
| 10 000 meter Detaljer…          | Haile Gebrselassie Etiopien                                                                    | 27:18.20     | Paul Tergat Kenya                                                                                           | 27:18.29 | Assefa Mezgebu Etiopien                                                      | 27:19.75 |
| 110 meter häck Detaljer…        | Anier Garcia Kuba                                                                              | 13.00        | Terrence Trammell USA                                                                                       | 13.16    | Mark Crear USA                                                               | 13.22    |
| 400 meter häck Detaljer…        | Angelo Taylor USA                                                                              | 47.50        | Hadi Soua'an Al-Somaily Saudiarabien                                                                        | 47.53    | Llewellyn Herbert Sydafrika                                                  | 47.81    |
| 3000 meter hinder Detaljer…     | Reuben Kosgei Kenya                                                                            | 8:21.43      | Wilson Boit Kipketer Kenya                                                                                  | 8:21.77  | Ali Ezzine Marocko                                                           | 8:22.15  |
| 4 x 100 meter stafett Detaljer… | USA Jon Drummond Bernard Williams Brian Lewis Maurice Greene Tim Montgomery* Kenny Brokenburr* | 37.61        | Brasilien Vicente de Lima Edson Ribeiro André Domingos da Silva Claudinei da Silva Cláudio Souza*           | 37.90    | Kuba Luis Alberto Pérez-Rionda Iván García Freddy Mayola José Ángel César    | 38.04    |
| 4 x 400 meter stafett Detaljer… | Nigeria Clement Chukwu Jude Monye Sunday Bada Enefiok Udo-Obong Nduka Awazie* Fidelis Gadzama* | 2:58.68      | Jamaica Michael Blackwood Greg Haughton Christopher Williams Danny McFarlane Sanjay Ayre* Michael McDonald* | 2:58.78  | Bahamas Avard Moncur Troy McIntosh Carl Oliver Chris Brown Timothy Munnings* | 2:59.23  |
| 20 kilometer gång Detaljer…     | Robert Korzeniowski Polen                                                                      | 1:18.59 (OR) | Noé Hernández Mexiko                                                                                        | 1:19.03  | Vladimir Andrejev Ryssland                                                   | 1:19.27  |
| 50 kilometer gång Detaljer…     | Robert Korzeniowski Polen                                                                      | 3:42.22      | Aigars Fadejevs Lettland                                                                                    | 3:43.40  | Joel Sánchez Mexiko                                                          | 3:44.36  |
| Maraton Detaljer…               | Gezahgne Abera Etiopien                                                                        | 2:10.11      | Erick Wainaina Kenya                                                                                        | 2:10.31  | Tesfaye Tola Etiopien                                                        | 2:11.10  |
| Längdhopp Detaljer…             | Iván Pedroso Kuba                                                                              | 8.55 m       | Jai Taurima Australien                                                                                      | 8.49 m   | Roman Sjtjurenko Ukraina                                                     | 8.31 m   |
| Tresteg Detaljer…               | Jonathan Edwards Storbritannien                                                                | 17.71 m      | Yoel García Kuba                                                                                            | 17.47 m  | Denis Kapustin Ryssland                                                      | 17.46 m  |
| Höjdhopp Detaljer…              | Sergej Kljugin Ryssland                                                                        | 2.35 m       | Javier Sotomayor Kuba                                                                                       | 2.32 m   | Abderrahmane Hammad Algeriet                                                 | 2.32 m   |
| Stavhopp Detaljer…              | Nick Hysong USA                                                                                | 5.90 m       | Lawrence Johnson USA                                                                                        | 5.90     | Maksim Tarasov Ryssland                                                      | 5.90     |
| Kulstötning Detaljer…           | Arsi Harju Finland                                                                             | 21.29 m      | Adam Nelson USA                                                                                             | 21.21 m  | John Godina USA                                                              | 21.20 m  |
| Diskuskastning Detaljer…        | Virgilijus Alekna Litauen                                                                      | 69.30 m      | Lars Riedel Tyskland                                                                                        | 68.50 m  | Frantz Kruger Sydafrika                                                      | 68.19 m  |
| Spjutkastning Detaljer…         | Jan Železný Tjeckien                                                                           | 90.17 m (OR) | Steve Backley Storbritannien                                                                                | 89.85 m  | Sergej Makarov Ryssland                                                      | 88.67 m  |
| Släggkastning Detaljer…         | Szymon Ziółkowski Polen                                                                        | 80.02 m      | Nicola Vizzoni Italien                                                                                      | 79.64 m  | Igor Astapkovitj Belarus                                                     | 79.17 m  |
| Tiokamp Detaljer…               | Erki Nool Estland                                                                              | 8641         | Roman Šebrle Tjeckien                                                                                       | 8606     | Chris Huffins USA                                                            | 8595     |

* Idrottare som tävlade i försöken men fick medaljer ändå.

### Damer
| Gren                            | Guld                                                                                         | Guld                   | Silver | Silver        | Brons | Brons         |
| 100 meter Detaljer…             | Ingen utsedd                                                                                 |                        | Ekaterini Thanou Grekland                                                                                 | 11.12         | Merlene Ottey Jamaica                                                                                          | 11.19         |
| 100 meter Detaljer…             | Ingen utsedd                                                                                 | Tayna Lawrence Jamaica | 11.18 |               | Merlene Ottey Jamaica                                                                                          | 11.19         |
| 200 meter Detaljer…             | Pauline Davis-Thompson Bahamas                                                               | 22.27                  | Susanthika Jayasinghe Sri Lanka                                                                           | 22.28 (NR)    | Beverly McDonald Jamaica                                                                                       | 22.35         |
| 400 meter Detaljer…             | Cathy Freeman Australien                                                                     | 49.11                  | Lorraine Graham Jamaica                                                                                   | 49.58         | Katharine Merry Storbritannien                                                                                 | 49.72         |
| 800 meter Detaljer…             | Maria de Lurdes Mutola Moçambique                                                            | 1:56.15                | Stephanie Graf Österrike                                                                                  | 1:56.64       | Kelly Holmes Storbritannien                                                                                    | 1:56.80       |
| 1 500 meter Detaljer…           | Nouria Mérah-Benida Algeriet                                                                 | 4:05.10                | Violeta Szekely Rumänien                                                                                  | 4:05.15       | Gabriela Szabo Rumänien                                                                                        | 4:05.27       |
| 5 000 meter Detaljer…           | Gabriela Szabo Rumänien                                                                      | 14:40.79 (OR)          | Sonia O'Sullivan Irland                                                                                   | 14:41.02 (NR) | Gete Wami Etiopien                                                                                             | 14:42.23      |
| 10 000 meter Detaljer…          | Derartu Tulu Etiopien                                                                        | 30:17.49 (OR)          | Gete Wami Etiopien                                                                                        | 30:22.48      | Fernanda Ribeiro Portugal                                                                                      | 30:22.88 (NR) |
| 100 meter häck Detaljer…        | Olga Shishigina Kazakstan                                                                    | 12.65                  | Glory Alozie Nigeria                                                                                      | 12.68         | Melissa Morrison USA                                                                                           | 12.76         |
| 400 meter häck Detaljer…        | Irina Privalova Ryssland                                                                     | 53.02                  | Deon Hemmings Jamaica                                                                                     | 53.45         | Nezha Bidouane Marocko                                                                                         | 53.57         |
| 4 x 100 meter stafett Detaljer… | Bahamas Savatheda Fynes Chandra Sturrup Pauline Davis-Thompson Debbie Ferguson Eldece Lewis* | 41.95                  | Jamaica Tayna Lawrence Veronica Campbell Beverly McDonald Merlene Ottey Merlene Frazer*                   | 42.13         | USA Chryste Gaines Torri Edwards Nanceen Perry Passion Richardson*                                             | 42.20         |
| 4 x 400 meter stafett Detaljer… | USA Jearl Miles-Clark Monique Hennagan LaTasha Colander Andrea Anderson*                     | 3:22.62                | Jamaica Sandie Richards Catherine Scott Deon Hemmings Lorraine Graham Charmaine Howell* Michelle Burgher* | 3:23.25       | Ryssland Julia Sotnikova Svetlana Gontjarenko Olga Kotljarova Irina Privalova Natalja Nazarova* Olesia Zykina* | 3:23.46       |
| 20 kilometer gång Detaljer…     | Liping Wang Kina                                                                             | 1:29.05 (OR)           | Kjersti Plätzer Norge                                                                                     | 1:29.33       | María Vasco Spanien                                                                                            | 1:30.23       |
| Maraton Detaljer…               | Naoko Takahashi Japan                                                                        | 2:23.14 (OR)           | Lidia Simon Rumänien                                                                                      | 2:23.22       | Joyce Chepchumba Kenya                                                                                         | 2:24.45       |
| Längdhopp Detaljer…             | Heike Drechsler Tyskland                                                                     | 6.99 m                 | Fiona May Italien                                                                                         | 6.92          | Tatiana Kotova Ryssland                                                                                        | 6.83 m        |
| Höjdhopp Detaljer…              | Jelena Jelesina Ryssland                                                                     | 2.01 m                 | Hestrie Cloete Sydafrika                                                                                  | 2.01 m        | Kajsa Bergqvist Sverige                                                                                        | 1.99 m        |
| Höjdhopp Detaljer…              | Jelena Jelesina Ryssland                                                                     | 2.01 m                 | Hestrie Cloete Sydafrika                                                                                  | 2.01 m        | Oana Pantelimon Rumänien                                                                                       | 1.99 m        |
| Tresteg Detaljer…               | Tereza Marinova Bulgarien                                                                    | 15.20 m                | Tatiana Lebedeva Ryssland                                                                                 | 15.00 m       | Olena Hovorova Ukraina                                                                                         | 14.96 m       |
| Stavhopp Detaljer…              | Stacy Dragila USA                                                                            | 4.60 m (OR)            | Tatiana Grigorieva Australien                                                                             | 4.55 m        | Vala Flosadóttir Island                                                                                        | 4.50 m        |
| Kulstötning Detaljer…           | Janina Koroltjik Belarus                                                                     | 20.56 m                | Larisa Pelesjenko Ryssland                                                                                | 19.92 m       | Astrid Kumbernuss Tyskland                                                                                     | 19.62 m       |
| Diskuskastning Detaljer…        | Ellina Zvereva Belarus                                                                       | 68.40 m                | Anastasía Kelesídou Grekland                                                                              | 65.71 m       | Irina Jattjenko Belarus                                                                                        | 65.20 m       |
| Spjutkastning Detaljer…         | Trine Hattestad Norge                                                                        | 68.91 m (OR)           | Mirela Manjani-Tzelili Grekland                                                                           | 67.51 m       | Osleidys Menéndez Kuba                                                                                         | 66.18 m       |
| Släggkastning Detaljer…         | Kamila Skolimowska Polen                                                                     | 71.16 m                | Olga Kuzenkova Ryssland                                                                                   | 69.77 m       | Kirsten Münchow Tyskland                                                                                       | 69.28 m       |
| Sjukamp Detaljer…               | Denise Lewis Storbritannien                                                                  | 6584                   | Jelena Prochorova Ryssland                                                                                | 6531          | Natalia Sazanovitj Belarus                                                                                     | 6527          |

* Idrottare som deltog i försöken och inte i finalen, men fick medalj ändå.